# Untergrasensee
Untergrasensee ist ein Gemeindeteil der Kreisstadt Pfarrkirchen im niederbayerischen Landkreis Rottal-Inn. Bis 1971 war es eine eigenständige Gemeinde.

## Lage
Das Kirchdorf Untergrasensee liegt im Rottal am Grasenseebach etwa zwei Kilometer östlich von Pfarrkirchen. Der Ortsname bezieht sich auf die Lage des Ortes am Unterlauf des Grasenseer Bach, welcher nordwestlich an dem Dorf vorbeifließt und wenige hundert Meter vom Ortskern entfernt in die Rott mündet.

## Geschichte
Im Jahre 1011 schenkte König Heinrich II. Grasmarasaha im Rottgau dem von ihm gegründeten Bistum Bamberg. Mit Grasmarasaha dürfte der Grasenseebach gemeint sein, an dem Ober- und Untergrasensee liegen. Der Name geht auf den althochdeutschen Personenname Grasamar zurück. Bereits im 12. und 13. Jahrhundert waren Adelige in Grasensee anwesend, wobei nicht zwischen Obergrasensee und Untergrasensee unterschieden wurde.
1423 kauften die Edelbeck den Sitz zu Untergrasensee von Beatrix von Cramer zu Münchsdorf. Zugehörig waren die Orte Untergaiching und Woching. Seit 1606 stand in Untergrasensee das ehemalige Schloss Untergrasensee. Dieses ist auch auf dem Stich von Michael Wening aus dem Jahr 1721 zu sehen.
Untergrasensee gelangte zugleich mit Obergrasensee am 24. November 1745 an die Grafen von Baumgarten. Aus der Hofmark Grasensee ging 1821 das Patrimonialgericht II. Klasse Grasensee hervor, das noch bis 1848 bestand. Der Amtssitz des Gerichts war vermutlich in Untergrasensee.
1811 wurde der Steuerdistrikt Untergrasensee geschaffen, aus der 1818 die landgerichtische Gemeinde Untergrasensee hervorging. Sie hatte 1964 29 Gemeindeteile und wurde am 1. Januar 1972 im Zuge der Gebietsreform in Bayern in die Stadt Pfarrkirchen eingegliedert.
Neben wenigen Kleinbetrieben dominiert die land- und forstwirtschaftliche Nutzung das Dorfbild und das umgebende Land.

## Sehenswürdigkeiten
- Filialkirche St. Nikolaus. Der spätgotische Saalbau aus dem 15. Jahrhundert wurde um 1700 barockisiert.

## Vereine
- Freiwillige Feuerwehr Untergrasensee
- Stockschützenclub Untergrasensee

## Söhne und Töchter der Gemeinde
- Josef Bauer (1881–1958), NSDAP-Politiker